# Caenis philippinensis
Caenis philippinensis is een haft uit de familie Caenidae. De wetenschappelijke naam van de soort is voor het eerst geldig gepubliceerd in 1924 door Ulmer.
De soort komt voor in het Oriëntaals gebied.